# Casa Oliva
Casa Oliva és una masia del terme municipal de Conca de Dalt, dins de l'antic terme d'Aramunt. Pertany al poble i parròquia d'Aramunt. Està situada a l'esquerra de la Noguera Pallaresa i del pantà de Sant Antoni, al sud del Pont de Claverol, a llevant de la Carretera d'Aramunt. És una de les masies de més al nord-oest de l'antic terme d'Aramunt, i es troba al nord del barranc dels Millars.
El seu accés és una pista que arrenca cap al nord-est de la carretera esmentada a lo Petirro, just abans de passar el barranc dels Millars. Està arrecerada al nord-oest pel Serrat de Narçà. Casa Oliva té al sud-est Casa Carlà i al sud-oest, lo Petirro.